# Mauboussin Corsaire

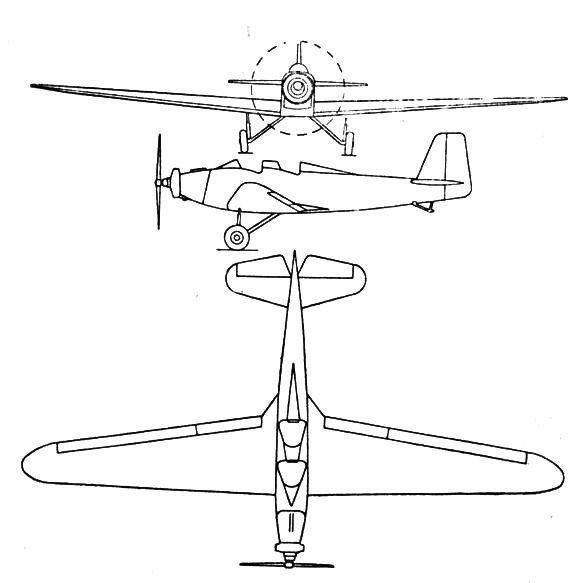
Plan 3 vues du M.123

Le Mauboussin Corsaire est une famille d'avions-école et de tourisme biplaces français conçus entre 1932 et 1939 par les Avions Mauboussin qui dérive du M.112/Type XII conçu par Louis Peyret et Pierre Mauboussin. Les Corsaires les plus connus sont les M.120 (record du monde d'altitude par Hélène Boucher en 1933), M.122 (record du monde d'altitude par Maryse Hilsz en 1935) et M.123 (production en série pour l'aviation populaire). Tous modèles confondus, les corsaires ont été produits à plus de 110 exemplaires.

## Conception et développement
Dans la foulée du M.112 de 1931 (dit « Corsaire Minor »), dont il partage les mêmes caractéristiques principales : même cellule (monoplan cantilever à aile basse et train fixe), construction en bois et toile, cockpit ouvert, Pierre Mauboussin propose plusieurs motorisations dont le M.120 avec moteur de Salmson de 60 ch (contre 45 ch). 
Les différentes variantes sont d'abord construites par Zodiac (M120/32) , puis par Breguet (ateliers Couzinet) en 1934 avant que les Établissements Fouga & Cie n'acquièrent une licence de fabrication exclusive des Avions Mauboussin en 1936 .
Afin de faciliter la production en série et de satisfaire les exigences de l'aviation populaire pour l'État qui a passé commande, le bureau d'étude Mauboussin réalise de nombreuses adaptation autant sur l'avion que sur le processus de production.
Fouga termine après guerre les séries interrompues jusqu'en 1948.

## Carrière opérationnelle
L'un des premiers M.120 participa au Challenge international de tourisme 1932, piloté par André Nicolle. Il termina le concours à la 24e et dernière place à cause de sa faible puissance, mais terminer ce concours fut tout de même considéré comme un succès. Deux autres exemplaires concoururent l'année suivante, l'un d'eux avec un équipage entièrement féminin probablement pour la première fois. Encore une fois, la faible puissance du moteur les relégua dans le bas du classement. 
Après la compétition d'Angers le 2 août 1933, l'une des pilotes (Hélène Boucher) établit un nouveau record du monde féminin d'altitude à 5 900 m (19 357 pieds) en M.120. En 1935, Maryse Hilsz l'établit à l'altitude de 7 388 m (24 239 pi) le 24 septembre à bord de son M.122 personnel.
Pendant les combats de la libération, des Corsaire furent utilisés par des groupes FFI comme avion d'observation.

## Variantes

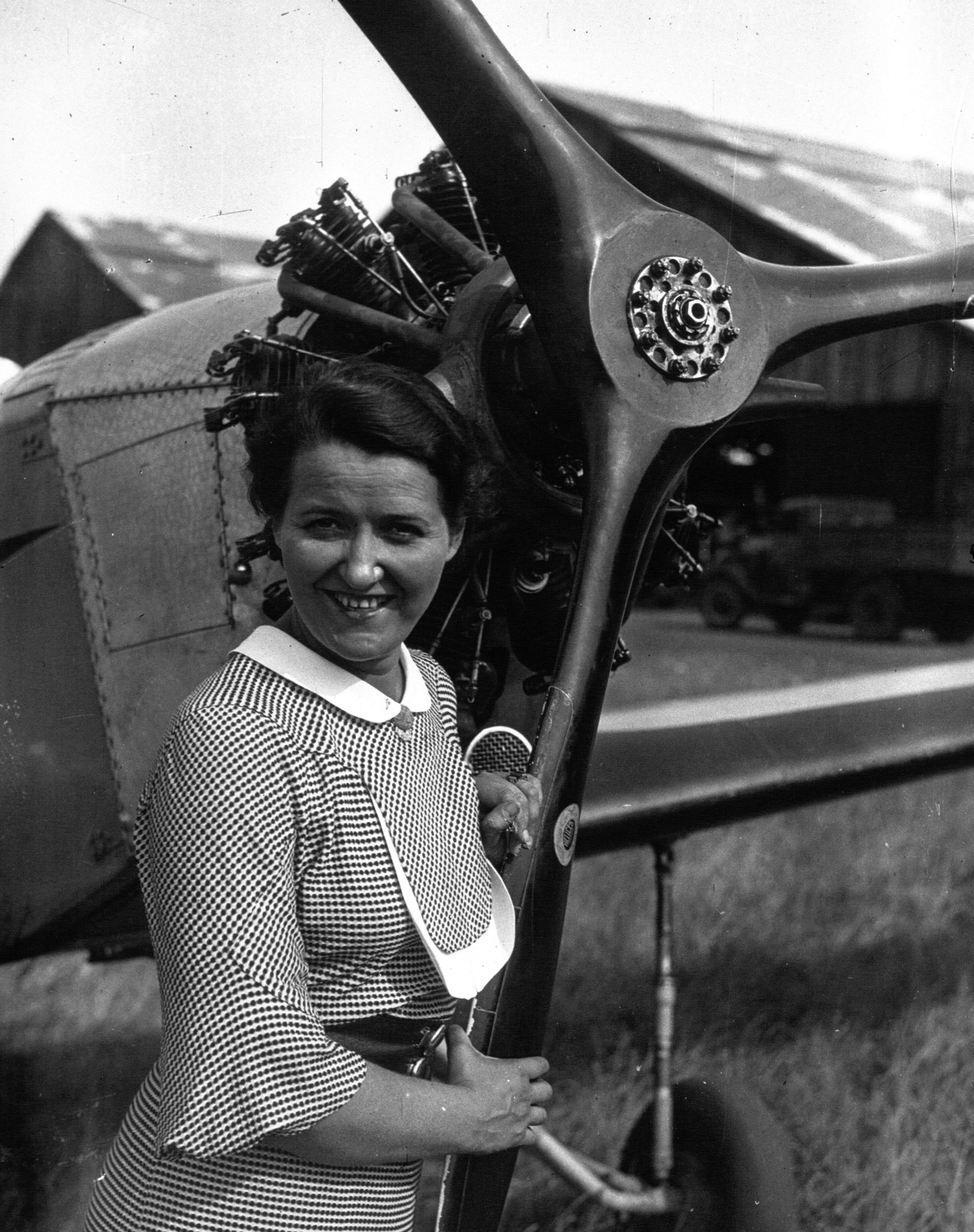
Maryse Hiltz et son Mauboussin M.122, 1935

### Variantes officielles
- M.120/32 (1932) : M.112 équipé d'un moteur Salmson 9Adr de 60 ch à réducteur (3 construits par Zodiac) (aussi appelé Mauboussin-Zodiac)
- M.120/34 (1934) : avec hélice 3 pales (10 construits chez Breguet)
- M.120 H (1934) : avec un moteur inversé (études)
- M.121/35 « Corsaire Major » (1933) : équipé d'un moteur Pobjoy Cataract 75 ch (précédemment appelé M.121P) (4 construits)

- M.122 « Corsaire Major » (1935) : équipé d'un moteur Salmson 9A compressé de 68–80 ch (51–60 kW)  (1 construit pour Maryse Hilsz)
- M.123 (1937) :version la plus produite équipée d'un moteur Salmson 9Adr (65 construits) (précédemment appelé M.120/37)
  - M.123T : études avec un moteur Train 60 ch
  - M.123R : études avec un moteur Régnier 60 ch
  - M.123M : études avec un moteur Minié 70 ch
- M.124 (1937 - premier vol après guerre) :  profil d’aile légèrement plus grand à 13,80 m²[6] ; moteur Aster 4A (1 construit)
- M.125 (1939 - premier vol en 1946) : idem M.124 ; moteur Régnier 4Jo (5 construits)
- M.126 (1939 - premier vol en 1946) : idem M.124 ; moteur Salmson 5Ap (1 construit)
- M.127 (1939 - premier vol en 1946) : version équipée d'un moteur Régnier 4Eo (2 construits)
- M.128 (1939 - premier vol en 1946) : version équipée d'un moteur Mathis G4R (1 construit)
- M.129 (1939) : version d'avant guerre équipée d'un moteur Minié 4.DA 25
- M.129/48 (193) : version définitive d'après guerre équipée d'un moteur Minié 4.DA 28 (23 construits)

Source : « Liste des Avions Pierre Mauboussin (1927-1940) », (Liron 1967, 11e partie) [lire en ligne]

### Autres variantes
- Métalair 1 (1957)  : Dérivé du M.123[5]
- Bison PG 2[5]